# Нова Ястшомбка
Нова Ястшомбка (пол. Nowa Jastrząbka) — село в Польщі, у гміні Ліся Ґура Тарновського повіту Малопольського воєводства.
Населення — 1177 осіб (2011).
У 1975-1998 роках село належало до Тарновського воєводства.

## Демографія
Демографічна структура станом на 31 березня 2011 року:
|          | Загалом | Допрацездатний вік | Працездатний вік | Постпрацездатний вік |
| -------- | ------- | ------------------ | ---------------- | -------------------- |
| Чоловіки | 578     | 128                | 396              | 54                   |
| Жінки    | 599     | 161                | 329              | 109                  |
| Разом    | 1177    | 289                | 725              | 163                  |